# Мумія в наколках
«Мумія в наколках» — радянський художній фільм 1991 року, знятий режисерами Геннадієм Климовим і Олександром Мачильським.

## Сюжет
У «погорілого» кооперативу ритуальних послуг було залишено незатребуваний труп, який ожив у результаті дослідів екстрасенсів.

## У ролях
- Катерина Колганова — головна роль
- Інна Мілорадова — головна роль
- Гоша Куценко — головна роль
- В'ячеслав Разбєгаєв — роль другого плану
- Олексій Шадхін — роль другого плану
- Сергій Барабанщиков — Мумія
- Борис Клюєв — Рубашкін
- Станіслав Коренєв — роль другого плану
- Георгій Жолудь — роль другого плану
- Михайло Калінкин — капітан міліції Білобородько
- Микола Кочегаров — роль другого плану

## Знімальна група
- Режисери — Геннадій Климов, Олександр Мачильський
- Сценаристи — Ігор Голубєв, Геннадій Климов
- Оператор — Олександр Мачильський
- Композитор — Олександр Михайлов
- Художник — Володимир Аліфанов
- Продюсер — Андрій Бредіхін